# 95

95(구십오)는 94보다 크고 96보다 작은 자연수다.

## 수학
- 합성수로, 그 약수는 1, 5, 19, 95다. 진약수의 합은 25이므로, 95는 부족수다.
  - 34번째 반소수다. 앞의 반소수는 94, 다음 반소수는 106이다.
  - 가장 큰 두 자리 반소수이자, 제곱 인수가 없는 가장 큰 두 자리 반소수다.
- 5번째 십일각수다. 앞의 십일각수는 58, 다음은 141이다.
- 5번째 육각뿔수다. 앞의 육각뿔수는 50, 다음은 161이다.
- {\displaystyle 95=5+7+11+13+17+19+23}
  - 연속하는 소수(素數) 7개의 합으로 나타낼 수 있으며, 이 성질을 지닌 앞의 수는 75, 다음 수는 119다.
- 특정 사건이 일어나는 확률을 근거로 통계를 낼 때 주로 95%의 신뢰도를 따라간다.
  - 단, 신뢰수준은 95%이므로 표본오차 1000명대는 ±3.1%포인트이다.

## 과학·기술
- 아메리슘(Am)의 원자번호.
- NGC 95: 물고기자리 방향에 있는 나선은하.
- 윈도우 95: 마이크로소프트에서 1995년 8월 24일에 출시한 운영체제.

## 교통
- 고속도로
  - 주간고속도로 제95호선: 플로리다주 마이애미에서 메인주 호울턴까지 이어지는 미국의 주간고속도로.
  - 유럽 고속도로 95호선: 러시아 상트페테르부르크에서 튀르키예 메르지폰(영어판)까지 이어지는 유럽 고속도로.
  - 아우토반 95호선(영어판, 독일어판): 독일의 고속도로.
- 국도 제95호선
  - 대한민국 95번 국도: 현 1135번 지방도.
  - 미국 95번 국도: 애리조나주 상루이스(영어판)에서 아이다호주 이스트포트(영어판)까지 이어지는 미국의 국도.
- 기타 도로
  - 현도 제95호선

## 군사
- U-95: 독일의 군용 잠수함. 제1차 세계 대전에 사용된 1917년제 모델(영어판)과 제2차 세계 대전에 사용된 1940년제 모델(영어판)이 있다.

## 문화유산
- 대한민국의 국보 제95호: 청자 투각칠보문뚜껑 향로
- 대한민국의 보물 제95호: 충주 미륵리 오층석탑
- 대한민국의 사적 제95호: 양산 중부동 고분군

## 방송
- 스카이라이프의 유로무비 채널 번호.
- IPTV의 EBS 2TV 채널 번호.
- LG헬로비전의 채널A플러스 채널 번호.
- B tv 케이블의 펀TV 채널 번호.

## 기타
- 날짜: 9월 5일
- 연도: 95년, 기원전 95년